# Kalinovac
Kalinovac är en ort i Kroatien.   Den ligger i länet Koprivnica-Križevcis län, i den nordöstra delen av landet, 90 km öster om huvudstaden Zagreb. Kalinovac ligger 115 meter över havet och antalet invånare är 1 581.
Terrängen runt Kalinovac är platt. Runt Kalinovac är det ganska glesbefolkat, med 42 invånare per kvadratkilometer. Närmaste större samhälle är Pitomača, 12,4 km sydost om Kalinovac. Trakten runt Kalinovac består till största delen av jordbruksmark.